# Xpívánky
Xpívánky je kompilační album Ondřeje Ládka aka Xindla X, na kterém shromáždil akustické verze všech svých skladeb z prvních dvou alb. Album mělo původně vyjít jako příloha ke Xindlově zpěvníku, ale vzhledem k tomu, že výroba zpěvníku se zpozdila, vyšlo album samostatně. Vydalo je Championship Music v roce 2011.

## Skladby
Není-li uvedeno jinak, je autorem hudby i textu Ondřej Ládek
1. Anděl
2. Styky
3. Relativní blues
4. Nech to koňovi
5. Můj cíl
6. Mamut
7. S lítostí vám oznamujeme
8. Čert nás vem
9. Pac a pusu
10. Žádaný a nězádoucí
11. Moje Malá Milá
12. Restart (Ondřej Ládek/Ondřej Ládek, Vladimír Heřman, Václav Magid)
13. Cool v plotě
14. Dysgrafik
15. Chemie
16. Láska v housce
17. Mindráček
18. Mlč a buď ráda
19. Hollywood
20. Nejsem obtloustlý
21. Nejlepší kuchař
22. Televizní vysílení
23. Tradá na Beroun (Tomáš Polák / Ondřej Ládek)
24. Budeme noví
25. Morální sex
26. Poslední večeře
27. Mimo mísu (Tomáš Polák, Ondřej Ládek/ Ondřej Ládek)

## Účinkují
- Xindl X – zpěv (1–27), akustická kytara (1–15, 17–25, 27)
- Josef Štěpánek – akustická kytara (16, 26)